# Sorbus margittaiana
Sorbus margittaiana is een plantensoort uit de rozenfamilie (Rosaceae). De soort is endemisch in de Krivánska Malá Fatra in het gebergte Kleine Fatra van Slowakije.
... · 
S. aria (Meelbes) · 
S. aucuparia (Wilde lijsterbes) · 
S. domestica (Peervormige lijsterbes) · 
S. hybrida (Finse meelbes]) · 
S. intermedia (Zweedse lijsterbes) · 
S. margittaiana · 
S. ×thuringiaca (Gedeelde meelbes) · 
S. torminalis (Elsbes) · 
...